# Трембачув (Свентокшиське воєводство)
Трембачув (пол. Trębaczów) — село в Польщі, у гміні Опатовець Казімерського повіту Свентокшиського воєводства.
Населення — 58 осіб (2011).
У 1975-1998 роках село належало до Келецького воєводства.

## Демографія
Демографічна структура на день 31 березня 2011 року:
|          | Загалом | Допрацездатний вік | Працездатний вік | Постпрацездатний вік |
| -------- | ------- | ------------------ | ---------------- | -------------------- |
| Чоловіки | 28      | 4                  | 15               | 9                    |
| Жінки    | 30      | 6                  | 10               | 14                   |
| Разом    | 58      | 10                 | 25               | 23                   |